# Kaltkanalsystem
Als Kaltkanalsysteme werden Angusskanäle von Spritzgießwerkzeugen bezeichnet, die auf einer Temperatur unterhalb der Werkzeugtemperatur gehalten werden. Sie dienen dem angusslosen Duroplast- und Elastomer-Spritzgießen. Sie erfüllen dieselbe Funktion wie Heißkanalsysteme bei der Verarbeitung von Thermoplasten.
Befände sich die Masse im Angusskanal auf derselben Temperatur wie das Werkzeug, würde der Anguss mit vernetzen und müsste abgetrennt werden, das Material wäre Abfall. Wird der Anguss aber auf einer kälteren Temperatur gehalten, so wird die Vernetzungsreaktion verzögert und das Material bleibt flüssig. Es wird beim nächsten Spritzvorgang in die Kavität gedrückt und für das folgende Bauteil verwendet. Für eine optimale Funktionsweise müssen Angusskanal und Kavität während des Entformens durch ein Nadelverschlusssystem getrennt werden.